# Entomacrodus macrospilus
Entomacrodus macrospilus és una espècie de peix de la família dels blènnids i de l'ordre dels perciformes.

## Morfologia
- Els mascles poden assolir 2,2 cm de longitud total.[3][4]

## Reproducció
És ovípar.

## Hàbitat
És un peix marí de clima tropical.

## Distribució geogràfica
Es troba a les Illes Marqueses. i el Pacífic occidental central